# آقای جردن وارد می‌شود
آقای جردن وارد می‌شود (به انگلیسی: Here Comes Mr. Jordan) فیلمی رمانتیک کمدی-فانتازی به کارگردانی الکساندر هال است.

## خلاصه داستان
جو پندلتون" حین پرواز برای شرکت در مسابقه بعدی اش کشته می‌شود. پیکی تازه‌کار روح او را از بدنش برای همیشه خارج می‌کند. پیش از اینکه این اشتباه تصحیح شود بدن او سوزانده می‌شود به همین دلیل او اجازه پیدا می‌کند وارد بدن مرد ثروتمندی شود که توسط همسرش کشته شده است…

## جوایز
این فیلم برندهٔ ۲ اسکار (برنده اسکار بهترین فیلمنامه-برنده اسکار بهترین داستان غیر اقتباسی) و
کاندیدای ۵ اسکار دیگر (کاندیدای اسکار بهترین فیلمبرداری-کاندیدای اسکار بهترین کارگردانی-کاندیدای اسکار بهترین بازیگر نقش مکمل مرد-کاندیدای اسکار بهترین بازیگر نقش اول مرد-کاندیدای اسکار بهترین فیلم) در سال ۱۹۴۲ شد.